# Jarosław Wasiak
Jarosław Wasiak (ur. 28 stycznia 1984) – polski lekkoatleta, sprinter.
Zawodnik AZS Łódź. Brązowy medalista halowych mistrzostw Europy w Turynie (2009) w sztafecie 4 x 400 m z wynikiem 3:07,04. Partnerami Wasiaka w sztafecie byli: Jan Ciepiela, Marcin Marciniszyn i Piotr Klimczak. Srebrny medalista mistrzostw Polski w sztafecie 4 x 400 metrów (2009 & 2010).

## Rekordy życiowe
- bieg na 60 metrów (hala) - 6,73 (2008)
- bieg na 100 metrów (stadion) - 10,50 (2005)
- bieg na 200 metrów stadion - 21,23 (2005), hala - 21,44 (2008)
- bieg na 300 metrów (stadion) – 33.66 (2008)
- bieg na 400 metrów stadion - 46,96 (2008), hala - 47,57 (2009)